# Бена (язык)
Бена (также бинна, буна, ебина, ебуна, гбинна, пурра, янгеру, йонгор, юнгур, янгур, лала; англ. bena, binna, buna, ebina, ebuna, gbinna, purra, yangeru, yongor, yungur, yangur, lala; самоназвание: ebəna) — адамава-убангийский язык, распространённый в восточных районах Нигерии, язык народа юнгур. Входит в состав ветви ваджа-джен подсемьи адамава.
Численность носителей — около 95 000 человек (1992). Письменность основана на латинском алфавите.

## О названии
Самоназвание языка бена — ebəna, самоназвание этнической группы юнгур, говорящей на этом языке — ɓəna (этим этнонимом также называют себя носители языков роба, или лала-роба и воро, или бена, юнгур). Существует несколько вариантов произношения основного лингвонима — «ебина», «бинна», «гбинна» и другие. Широко распространены также такие названия, как «юнгур» и «янгур» (для языка) и «юнгур» и «юнгирба» (для народа). Кроме этого, в литературе встречаются локальное название языка «пурра» (общий этноним для 17 северных кланов народа юнгур) и пейоративное название языка «лала».

## Классификация
Согласно классификации, представленной в справочнике языков мира Ethnologue, язык бена (юнгур) вместе с языками каан (либо), мбои, роба (лала-роба) и воро (бена, юнгур) включён в состав группы юнгур ветви ваджа-джен подсемьи адамава адамава-убангийской семьи. В пределах группы юнгур язык бена обнаруживает более тесную близость с языками роба и воро, поэтому все эти три языка обособляются в отдельную подгруппу юнгур-роба.
В классификации Р. Бленча язык бена вместе с языками роба и воро образуют языковое объединение юнгур в составе группы юнгур подсемьи адамава адамава-убангийской семьи.
В классификации У. Кляйневиллинхёфера, опубликованной в базе данных по языкам мира Glottolog, язык бена вместе с языком воро образуют языковое объединение юнгур-воро. Вместе с диалектным кластером лала-роба языки юнгур-воро составляют подгруппу бена. Эта подгруппа языков последовательно включается в следующие языковые объединения: языка бена-мбои, языки ваджа-джен, языки центральные гур, языки гур и северные вольта-конголезские языки. Последние вместе с языками бенуэ-конго, кру, ква вольта-конго и другими образуют объединение вольта-конголезских языков.

## Лингвогеография

### Ареал и численность
Ареал языка бена размещён на востоке Нигерии в горных районах на левом берегу реки Гонгола, к северу от города Йола и реки Бенуэ. Согласно современному административно-территориальному делению Нигерии, носители языка бена расселены главным образом в центральной части территории штата Адамава — в районах Гуюк, Гомби и Сонг.
С северо-запада ареал языка бена граничит с областью распространения близкородственного адамава-убангийского языка роба (лала-роба), с северо-востока — с областью распространения диалекта адамава северноатлантического языка фула. На востоке к ареалу языка бена примыкает ареал адамава-убангийского языка мбои, на юго-востоке — ареал центральночадского языка бата, на юге — ареал языка мбула-бвазза группы джарава. С западу от области распространения языка бена размещены ареалы близкородственных адамава-убангийских языков каан (либо) и воро (бена, юнгур).
По данным 1963 года численность носителей языка бена составляла 44 300 человек (возможно, вместе с носителями языков роба и воро), по данным 1990 года — около 100 000 человек. Согласно сведениям, представленным в справочнике Ethnologue, численность говорящих на языке бена в 1992 году составила 95 000 человек. По современным оценкам сайта Joshua Project численность носителей этого языка составляет порядка 176 000 человек (2017).

### Социолингвистические сведения
Согласно данным сайта Ethnologue, в отношении степени сохранности язык бена является так называемым устойчивым языком, поскольку бена стабильно используется представителями народа юнгур всех поколений, включая младшее. Как второй язык бена распространён среди живущих по соседству носителей близкородственного адамава-убангийского языка мбои. Помимо родного языка представители народа юнгур также владеют языками дера, хауса и фула (в форме нигерийский фульфульде). Представители народа юнгур в основном придерживаются традиционных верований (62 %), часть юнгур исповедует ислам (30 %) и христианство (8 %).

### Диалекты
Этническая общность юнгур состоит из 17 кланов, речь каждого из которых имеет свои особенности. Из-за того, что различия в речи разных кланов юнгур незначительны, выделение ярко выраженных диалектов в языке бена затруднительно.

## Письменность
Носители языка бена пользуются письменностью, созданной на основе латинского алфавита. С 2013 года на язык бена начат перевод Библии, были изданы несколько переведённых фрагментов.